# Temporada 2017-18 de la NBA
La temporada 2017-18 de la NBA fue la septuagesimosegunda temporada de la historia de la competición estadounidense de baloncesto. El Draft de la NBA se celebró el jueves 22 de junio de 2017, en el Barclays Center en Brooklyn, donde Philadelphia 76ers eligió en la primera posición. El All-Star Game de la NBA se celebró el 18 de febrero de 2018 en el Staples Center de Los Ángeles, California.

## Transacciones

### Agencia libre
Las negociaciones de la agencia libre iniciaron el 1 de julio de 2017. Los jugadores comenzaron a firmar a partir del 5 de julio.

### Retiradas
- El 17 de julio de 2017, Paul Pierce firmó un contrato simbólico con Boston Celtics para retirarse oficialmente como jugador de los Celtics tras 19 temporadas y ganando un anillo con el equipo de Boston.[2]
- El 19 de julio de 2017, James Jones fue presentado como vicepresidente de operaciones de baloncesto de los Phoenix Suns, lo cual significaba su retirada tras 14 temporadas y dos títulos con Miami Heat y uno más con Cleveland Cavaliers.[3]
- El 4 de agosto de 2017, Jason Maxiell firmó un contrato simbólico con Detroit Pistons y se retiró oficialmente tras jugar 14 temporadas.[4]
- El 15 de agosto de 2017, Tayshaun Prince fue presentado como asistente al mánager general de los Memphis Grizzlies, lo que significaba su retirada tras 15 temporadas y un anillo con Detroit Pistons.[5]
- El 2 de septiembre de 2017, Primož Brezec anunció su retirada tras 21 temporadas como profesional. Brezec jugó en Rusia, Chipre, Kuwait, y en su país natal, Eslovenia, tras dejar la NBA en la temporada 2009-10.[6]
- El 23 de octubre de 2017, Metta World Peace fue contratado como entrenador asistente en los South Bay Lakers, el filial de Los Angeles Lakers en la NBA G League, lo que ponía fin a su carrera de 18 años en la NBA, en la que logró un campeonato con el equipo angelino.
- El 19 de noviembre de 2017, David Lee anunció su retirada vía Instagram. Lee ganó un anillo con Golden State Warriors en 2015.
- El 11 de diciembre de 2017, Matt Barnes anunció su retirada vía Instagram. Barnes ganó un campeonato con Golden State Warriors en 2017.
- El 8 de febrero de 2018, Caron Butler anunció su retirada tras 14 temporadas como profesional.[7]

## Clasificaciones
Última actualización: 12 de abril de 2018
Entre paréntesis, puesto que ocupan en la clasificación de la Conferencia.
| División Atlántico         | División Atlántico | División Atlántico | División Atlántico | División Atlántico | División Atlántico | División Atlántico |
| -------------------------- | ------------------ | ------------------ | ------------------ | ------------------ | ------------------ | ------------------ |
| Equipos                    | G                  | P                  | PCT                | PV                 | PP                 | PPR                |
| c- Toronto Raptors (1)     | 59                 | 23                 | .720               | —                  | 111.7              | 103.9              |
| x- Boston Celtics (2)      | 55                 | 27                 | .671               | 4.0                | 104.0              | 100.4              |
| x- Philadelphia 76ers (3)  | 52                 | 30                 | .634               | 7.0                | 109.8              | 105.3              |
| o- New York Knicks (11)    | 29                 | 53                 | .354               | 30.0               | 104.5              | 108.0              |
| o- Brooklyn Nets (12)      | 28                 | 54                 | .341               | 31.0               | 106.6              | 110.3              |
| División Central           |                    |                    |                    |                    |                    |                    |
| Equipos                    | G                  | P                  | PCT                | PV                 | PP                 | PPR                |
| y- Cleveland Cavaliers (4) | 50                 | 32                 | .610               | —                  | 110.9              | 109.9              |
| x- Indiana Pacers (5)      | 48                 | 34                 | .585               | 2.0                | 105.6              | 104.2              |
| x- Milwaukee Bucks (7)     | 44                 | 38                 | .537               | 6.0                | 106.5              | 106.8              |
| o- Detroit Pistons (9)     | 39                 | 43                 | .476               | 11.0               | 103.8              | 103.9              |
| o- Chicago Bulls (13)      | 27                 | 55                 | .329               | 23.0               | 102.9              | 110.0              |
| División Sureste           |                    |                    |                    |                    |                    |                    |
| Equipos                    | G                  | P                  | PCT                | PV                 | PP                 | PPR                |
| y- Miami Heat (6)          | 44                 | 38                 | .537               | —                  | 103.4              | 102.9              |
| x- Washington Wizards (8)  | 43                 | 39                 | .524               | 1.0                | 106.6              | 106.0              |
| o- Charlotte Hornets (10)  | 36                 | 46                 | .439               | 8.0                | 108.2              | 108.0              |
| o- Orlando Magic (14)      | 25                 | 57                 | .305               | 19.0               | 103.4              | 108.2              |
| o- Atlanta Hawks (15)      | 24                 | 58                 | .293               | 20.0               | 103.4              | 108.8              |

| División Noroeste             | División Noroeste | División Noroeste | División Noroeste | División Noroeste | División Noroeste | División Noroeste |
| ----------------------------- | ----------------- | ----------------- | ----------------- | ----------------- | ----------------- | ----------------- |
| Equipos                       | G                 | P                 | PCT               | PV                | PP                | PPR               |
| y- Portland Trail Blazers (3) | 49                | 33                | .598              | —                 | 105.6             | 103.0             |
| x- Oklahoma City Thunder (4)  | 48                | 34                | .585              | 1.0               | 107.9             | 104.4             |
| x- Utah Jazz (5)              | 48                | 34                | .585              | 1.0               | 104.1             | 99.8              |
| x- Minnesota Timberwolves (8) | 47                | 35                | .573              | 2.0               | 109.5             | 107.3             |
| o- Denver Nuggets (9)         | 46                | 36                | .561              | 3.0               | 110.0             | 108.5             |
| División Pacífico             |                   |                   |                   |                   |                   |                   |
| Equipos                       | G                 | P                 | PCT               | PV                | PP                | PPR               |
| y- Golden State Warriors (2)  | 58                | 24                | .707              | —                 | 113.5             | 107.5             |
| o- Los Angeles Clippers (10)  | 42                | 40                | .512              | 16.0              | 109.0             | 109.0             |
| o- Los Angeles Lakers (11)    | 35                | 47                | .427              | 23.0              | 108.1             | 109.6             |
| o- Sacramento Kings (12)      | 27                | 55                | .329              | 31.0              | 98.8              | 105.8             |
| o- Phoenix Suns (15)          | 21                | 61                | .256              | 37.0              | 103.9             | 113.3             |
| División Suroeste             |                   |                   |                   |                   |                   |                   |
| Equipos                       | G                 | P                 | PCT               | PV                | PP                | PPR               |
| z- Houston Rockets (1)        | 65                | 17                | .793              | —                 | 112.4             | 103.9             |
| x- New Orleans Pelicans (6)   | 48                | 34                | .585              | 17.0              | 111.7             | 110.4             |
| x- San Antonio Spurs (7)      | 47                | 35                | .573              | 18.0              | 102.7             | 99.8              |
| o- Dallas Mavericks (13)      | 24                | 58                | .293              | 41.0              | 102.3             | 105.4             |
| o- Memphis Grizzlies (14)     | 22                | 60                | .268              | 43.0              | 99.3              | 105.5             |

Notas
- z – Alcanzada ventaja de campo en todos los playoffs
- c – Alcanzada ventaja de campo en los playoffs de conferencia
- y – Alcanzado título de división
- x – Alcanzado puesto en playoffs
- o – Eliminado de los playoffs

## Playoffs
Los Playoffs de la NBA de 2018 dieron comienzo el sábado 14 de abril y terminaron con las Finales de la NBA.
|  | Primera ronda     | Primera ronda | Primera ronda |   |               | Semifinales de Conferencia | Semifinales de Conferencia | Semifinales de Conferencia |  |    | Finales de Conferencia | Finales de Conferencia | Finales de Conferencia |  |    | Finales de la NBA | Finales de la NBA | Finales de la NBA |
|  |                   |               |               |   |               |                            |                            |                            |  |    |                        |                        |                        |  |    |                   |                   |                   |
|  | E1                | Toronto       | 4             |   |               |                            |                            |                            |  |    |                        |                        |                        |  |    |                   |                   |                   |
|  | E8                | Washington    | 2             |   |               |                            |                            |                            |  |    |                        |                        |                        |  |    |                   |                   |                   |
|  | E8                | Washington    | 2             |   | E1            | Toronto                    | 0                          |                            |  |    |                        |                        |                        |  |    |                   |                   |                   |
|  |                   |               |               |   | E1            | Toronto                    | 0                          |                            |  |    |                        |                        |                        |  |    |                   |                   |                   |
|  |                   | E4            | Cleveland     | 4 |               |                            |                            |                            |  |    |                        |                        |                        |  |    |                   |                   |                   |
|  | E4                | E4            | Cleveland     | 4 | Cleveland     | 4                          |                            |                            |  |    |                        |                        |                        |  |    |                   |                   |                   |
|  | E4                |               |               |   | Cleveland     | 4                          |                            |                            |  |    |                        |                        |                        |  |    |                   |                   |                   |
|  | E5                | Indiana       | 3             |   |               |                            |                            |                            |  |    |                        |                        |                        |  |    |                   |                   |                   |
|  | E5                | Indiana       | 3             |   |               |                            |                            |                            |  | E4 | Cleveland              | 4                      |                        |  |    |                   |                   |                   |
|  | Conferencia Este  |               |               |   |               |                            |                            |                            |  | E4 | Cleveland              | 4                      |                        |  |    |                   |                   |                   |
|  |                   | E2            | Boston        | 3 |               |                            |                            |                            |  |    |                        |                        |                        |  |    |                   |                   |                   |
|  | E3                | E2            | Boston        | 3 | Philadelphia  | 4                          |                            |                            |  |    |                        |                        |                        |  |    |                   |                   |                   |
|  | E3                |               |               |   | Philadelphia  | 4                          |                            |                            |  |    |                        |                        |                        |  |    |                   |                   |                   |
|  | E6                | Miami         | 1             |   |               |                            |                            |                            |  |    |                        |                        |                        |  |    |                   |                   |                   |
|  | E6                | Miami         | 1             |   | E3            | Philadelphia               | 1                          |                            |  |    |                        |                        |                        |  |    |                   |                   |                   |
|  |                   |               |               |   | E3            | Philadelphia               | 1                          |                            |  |    |                        |                        |                        |  |    |                   |                   |                   |
|  |                   | E2            | Boston        | 4 |               |                            |                            |                            |  |    |                        |                        |                        |  |    |                   |                   |                   |
|  | E2                | E2            | Boston        | 4 | Boston        | 4                          |                            |                            |  |    |                        |                        |                        |  |    |                   |                   |                   |
|  | E2                |               |               |   | Boston        | 4                          |                            |                            |  |    |                        |                        |                        |  |    |                   |                   |                   |
|  | E7                | Milwaukee     | 3             |   |               |                            |                            |                            |  |    |                        |                        |                        |  |    |                   |                   |                   |
|  | E7                | Milwaukee     | 3             |   |               |                            |                            |                            |  |    |                        |                        |                        |  | E4 | Cleveland         | 0                 |                   |
|  |                   |               |               |   |               |                            |                            |                            |  |    |                        |                        |                        |  | E4 | Cleveland         | 0                 |                   |
|  |                   | O2            | Golden State  | 4 |               |                            |                            |                            |  |    |                        |                        |                        |  |    |                   |                   |                   |
|  | O1                | O2            | Golden State  | 4 | Houston       | 4                          |                            |                            |  |    |                        |                        |                        |  |    |                   |                   |                   |
|  | O1                |               |               |   | Houston       | 4                          |                            |                            |  |    |                        |                        |                        |  |    |                   |                   |                   |
|  | O8                | Minnesota     | 1             |   |               |                            |                            |                            |  |    |                        |                        |                        |  |    |                   |                   |                   |
|  | O8                | Minnesota     | 1             |   | O1            | Houston                    | 4                          |                            |  |    |                        |                        |                        |  |    |                   |                   |                   |
|  |                   |               |               |   | O1            | Houston                    | 4                          |                            |  |    |                        |                        |                        |  |    |                   |                   |                   |
|  |                   | O5            | Utah          | 1 |               |                            |                            |                            |  |    |                        |                        |                        |  |    |                   |                   |                   |
|  | O4                | O5            | Utah          | 1 | Oklahoma City | 2                          |                            |                            |  |    |                        |                        |                        |  |    |                   |                   |                   |
|  | O4                |               |               |   | Oklahoma City | 2                          |                            |                            |  |    |                        |                        |                        |  |    |                   |                   |                   |
|  | O5                | Utah          | 4             |   |               |                            |                            |                            |  |    |                        |                        |                        |  |    |                   |                   |                   |
|  | O5                | Utah          | 4             |   |               |                            |                            |                            |  | O1 | Houston                | 3                      |                        |  |    |                   |                   |                   |
|  | Conferencia Oeste |               |               |   |               |                            |                            |                            |  | O1 | Houston                | 3                      |                        |  |    |                   |                   |                   |
|  |                   | O2            | Golden State  | 4 |               |                            |                            |                            |  |    |                        |                        |                        |  |    |                   |                   |                   |
|  | O3                | O2            | Golden State  | 4 | Portland      | 0                          |                            |                            |  |    |                        |                        |                        |  |    |                   |                   |                   |
|  | O3                |               |               |   | Portland      | 0                          |                            |                            |  |    |                        |                        |                        |  |    |                   |                   |                   |
|  | O6                | New Orleans   | 4             |   |               |                            |                            |                            |  |    |                        |                        |                        |  |    |                   |                   |                   |
|  | O6                | New Orleans   | 4             |   | O6            | New Orleans                | 1                          |                            |  |    |                        |                        |                        |  |    |                   |                   |                   |
|  |                   |               |               |   | O6            | New Orleans                | 1                          |                            |  |    |                        |                        |                        |  |    |                   |                   |                   |
|  |                   | O2            | Golden State  | 4 |               |                            |                            |                            |  |    |                        |                        |                        |  |    |                   |                   |                   |
|  | O2                | O2            | Golden State  | 4 | Golden State  | 4                          |                            |                            |  |    |                        |                        |                        |  |    |                   |                   |                   |
|  | O2                |               |               |   | Golden State  | 4                          |                            |                            |  |    |                        |                        |                        |  |    |                   |                   |                   |
|  | O7                | San Antonio   | 1             |   |               |                            |                            |                            |  |    |                        |                        |                        |  |    |                   |                   |                   |

Negrita - Ganador de las series

## Estadísticas

### Líderes estadísticas individuales
| Categoría               | Jugador            | Equipo                 | Estadística |
| ----------------------- | ------------------ | ---------------------- | ----------- |
| Puntos por partido      | James Harden       | Houston Rockets        | 30.4        |
| Rebotes por partido     | Andre Drummond     | Detroit Pistons        | 16.0        |
| Asistencias por partido | Russell Westbrook  | Oklahoma City Thunder  | 10.3        |
| Robos por partido       | Victor Oladipo     | Indiana Pacers         | 2.36        |
| Tapones por partido     | Anthony Davis      | New Orleans Pelicans   | 2.57        |
| Pérdidas por partido    | DeMarcus Cousins   | New Orleans Pelicans   | 5.0         |
| Faltas por partido      | DeMarcus Cousins   | New Orleans Pelicans   | 3.8         |
| Minutos por partido     | LeBron James       | Cleveland Cavaliers    | 37.2        |
| % Tiros de campo        | Clint Capela       | Houston Rockets        | 65.2%       |
| % Tiros libres          | Stephen Curry      | Golden State Warriors  | 92.1%       |
| % Triples               | Darren Collison    | Indiana Pacers         | 46.8%       |
| Eficiencia por partido  | James Harden       | Houston Rockets        | 29.8        |
| Doble-dobles            | Karl-Anthony Towns | Minnesota Timberwolves | 68          |
| Triple-dobles           | Russell Westbrook  | Oklahoma City Thunder  | 25          |

### Máximos individuales en un partido
| Categoría   | Jugador       | Equipo                | Estadística |
| ----------- | ------------- | --------------------- | ----------- |
| Puntos      | James Harden  | Houston Rockets       | 60          |
| Rebotes     | Dwight Howard | Charlotte Hornets     | 30          |
| Asistencias | Rajon Rondo   | New Orleans Pelicans  | 25          |
| Robos       | Lou Williams  | Los Angeles Clippers  | 10          |
| Tapones     | Anthony Davis | New Orleans Pelicans  | 10          |
| Triples     | Stephen Curry | Golden State Warriors | 10          |

### Líderes por equipo
| Categoría               | Equipo                | Estadística |
| ----------------------- | --------------------- | ----------- |
| Puntos por partido      | Golden State Warriors | 113.5       |
| Rebotes por partido     | Philadelphia 76ers    | 47.4        |
| Asistencias por partido | Golden State Warriors | 29.3        |
| Robos por partido       | Oklahoma City Thunder | 9.1         |
| Tapones por partido     | Golden State Warriors | 7.5         |
| Pérdidas por partido    | Philadelphia 76ers    | 15.9        |
| % Tiros de campo        | Golden State Warriors | 50.3%       |
| % Tiros libres          | Golden State Warriors | 81.5%       |
| % Tiros de 3            | Golden State Warriors | 39.1%       |
| +/−                     | Houston Rockets       | +8.5        |

## Premios

### Reconocimientos individuales
Los premios se presentaron en la ceremonia de entrega de premios de la NBA, que se celebrará el 25 de junio. Los finalistas para los premios elegidos se anunciaron durante los playoffs y los ganadores se revelaron en la ceremonia de entrega de premios.
| Premio                                   | Ganador(es)                             | Finalistas                                                              |
| ---------------------------------------- | --------------------------------------- | ----------------------------------------------------------------------- |
| MVP de la temporada                      | James Harden (Houston Rockets)          | Anthony Davis (New Orleans Pelicans) LeBron James (Cleveland Cavaliers) |
| Mejor defensor                           | Rudy Gobert (Utah Jazz)                 | Anthony Davis (New Orleans Pelicans) Joel Embiid (Philadelphia 76ers)   |
| Rookie del año                           | Ben Simmons (Philadelphia 76ers)        | Donovan Mitchell (Utah Jazz) Jayson Tatum (Boston Celtics)              |
| Mejor sexto hombre                       | Lou Williams (Los Angeles Clippers)     | Eric Gordon (Houston Rockets) Fred VanVleet (Toronto Raptors)           |
| Jugador más mejorado                     | Victor Oladipo (Indiana Pacers)         | Clint Capela (Houston Rockets) Spencer Dinwiddie (Brooklyn Nets)        |
| Entrenador del año                       | Dwane Casey (Toronto Raptors)           | Quin Snyder (Utah Jazz) Brad Stevens (Boston Celtics)                   |
| Ejecutivo del año                        | Daryl Morey (Houston Rockets)           |                                                                         |
| Jugador más deportivo                    | Kemba Walker (Charlotte Hornets)        |                                                                         |
| Premio Mejor Ciudadano J. Walter Kennedy | J. J. Barea (Dallas Mavericks)          |                                                                         |
| Compañero del año                        | Jamal Crawford (Minnesota Timberwolves) |                                                                         |
| Premio Hustle                            | Amir Johnson (Philadelphia 76ers)       |                                                                         |

| - Mejor quinteto: - A LeBron James, Cleveland Cavaliers - A Kevin Durant, Golden State Warriors - P Anthony Davis, New Orleans Pelicans - B James Harden, Houston Rockets - B Damian Lillard, Portland Trail Blazers | - 2.º mejor quinteto: - A Giannis Antetokounmpo, Milwaukee Bucks - A LaMarcus Aldridge, San Antonio Spurs - P Joel Embiid, Philadelphia 76ers - B Russell Westbrook, Oklahoma City Thunder - B DeMar DeRozan, Toronto Raptors | - 3.er mejor quinteto: - A Jimmy Butler, Minnesota Timberwolves - A Paul George, Oklahoma City Thunder - P Karl-Anthony Towns, Minnesota Timberwolves - B Stephen Curry, Golden State Warriors - B Victor Oladipo, Indiana Pacers |

| - Mejor quinteto defensivo: - A Robert Covington, Philadelphia 76ers - A Anthony Davis, New Orleans Pelicans - P Rudy Gobert, Utah Jazz - B Victor Oladipo, Indiana Pacers - B Jrue Holiday, New Orleans Pelicans | - 2.º mejor quinteto defensivo: - A Draymond Green, Golden State Warriors - A Al Horford, Boston Celtics - P Joel Embiid, Philadelphia 76ers - B Jimmy Butler, Minnesota Timberwolves - B Dejounte Murray, San Antonio Spurs |

| - Mejor quinteto de rookies: - Kyle Kuzma, Los Angeles Lakers - Lauri Markkanen, Chicago Bulls - Jayson Tatum, Boston Celtics - Donovan Mitchell, Utah Jazz - Ben Simmons, Philadelphia 76ers | - 2.º mejor quinteto de rookies: - John Collins, Atlanta Hawks - Josh Jackson, Phoenix Suns - Dennis Smith Jr., Dallas Mavericks - Lonzo Ball, Los Angeles Lakers - Bogdan Bogdanović, Sacramento Kings |

### Jugadores de la Semana
| Semana                            | Conferencia Este                              | Conferencia Oeste                                 | Ref.          |
| --------------------------------- | --------------------------------------------- | ------------------------------------------------- | ------------- |
| 17 al 22 de octubre               | Giannis Antetokounmpo (Milwaukee Bucks) (1/1) | James Harden (Houston Rockets) (1/5)              | [ 9 ]         |
| 23 al 29 de octubre               | Victor Oladipo (Indiana Pacers) (1/3)         | DeMarcus Cousins (New Orleans Pelicans) (1/1)     | [ 10 ]        |
| 30 de octubre al 5 de noviembre   | Kristaps Porziņģis (New York Knicks) (1/1)    | James Harden (Houston Rockets) (2/5)              | [ 11 ]        |
| 6 al 12 de noviembre              | Tobias Harris (Detroit Pistons) (1/1)         | Nikola Jokić (Denver Nuggets) (1/2)               | [ 12 ]        |
| 13 al 19 de noviembre             | DeMar DeRozan (Toronto Raptors) (1/5)         | Karl-Anthony Towns (Minnesota Timberwolves) (1/1) | [ 13 ]        |
| 20 al 26 de noviembre             | Goran Dragić (Miami Heat) (1/2)               | Anthony Davis (New Orleans Pelicans) (1/2)        | [ 14 ] [ 15 ] |
| 27 de noviembre al 3 de diciembre | LeBron James (Cleveland Cavaliers) (1/4)      | James Harden (Houston Rockets) (3/5)              | [ 16 ] [ 17 ] |
| 4 al 10 de diciembre              | Victor Oladipo (Indiana Pacers) (2/3)         | Kevin Durant (Golden State Warriors) (1/1)        | [ 18 ] [ 19 ] |
| 11 al 17 de diciembre             | LeBron James (Cleveland Cavaliers) (2/4)      | Chris Paul (Houston Rockets) (1/1)                | [ 20 ] [ 21 ] |
| 18 al 24 de diciembre             | DeMar DeRozan (Toronto Raptors) (2/5)         | Russell Westbrook (Oklahoma City Thunder) (1/2)   | [ 22 ] [ 23 ] |
| 25 al 31 de diciembre             | Bradley Beal (Washington Wizards) (1/1)       | Lou Williams (Los Angeles Clippers) (1/2)         | [ 24 ] [ 25 ] |
| 1 al 7 de enero                   | DeMar DeRozan (Toronto Raptors) (3/5)         | Stephen Curry (Golden State Warriors) (1/2)       | [ 26 ] [ 27 ] |
| 8 al 14 de enero                  | Goran Dragić (Miami Heat) (2/2)               | Lou Williams (Los Angeles Clippers) (2/2)         | [ 28 ] [ 29 ] |
| 15 al 21 de enero                 | Joel Embiid (Philadelphia 76ers) (1/2)        | Damian Lillard (Portland Trail Blazers) (1/3)     | [ 30 ] [ 31 ] |
| 22 al 28 de enero                 | Khris Middleton (Milwaukee Bucks) (1/1)       | Stephen Curry (Golden State Warriors) (2/2)       | [ 32 ] [ 33 ] |
| 29 de enero al 4 de febrero       | Andre Drummond (Detroit Pistons) (1/1)        | James Harden (Houston Rockets) (4/5)              | [ 34 ] [ 35 ] |
| 5 al 11 de febrero                | Joel Embiid (Philadelphia 76ers) (2/2)        | James Harden (Houston Rockets) (5/5)              | [ 36 ] [ 37 ] |
| 26 de febrero al 4 de marzo       | DeMar DeRozan (Toronto Raptors) (4/5)         | Anthony Davis (New Orleans Pelicans) (2/2)        | [ 38 ] [ 39 ] |
| 5 al 11 de marzo                  | DeMar DeRozan (Toronto Raptors) (5/5)         | Damian Lillard (Portland Trail Blazers) (2/3)     | [ 40 ] [ 41 ] |
| 12 al 18 de marzo                 | LeBron James (Cleveland Cavaliers) (3/4)      | Russell Westbrook (Oklahoma City Thunder) (2/2)   | [ 42 ] [ 43 ] |
| 19 al 25 de marzo                 | LeBron James (Cleveland Cavaliers) (4/4)      | LaMarcus Aldridge (San Antonio Spurs) (1/1)       | [ 44 ] [ 45 ] |
| 26 de marzo al 1 de abril         | Victor Oladipo (Indiana Pacers) (3/3)         | Damian Lillard (Portland Trail Blazers) (3/3)     | [ 46 ] [ 47 ] |
| 2 al 8 de abril                   | Ben Simmons (Philadelphia 76ers) (1/1)        | Nikola Jokić (Denver Nuggets) (2/2)               | [ 48 ] [ 49 ] |

### Jugadores del Mes
Los siguientes jugadores fueron nombrados Jugadores del Mes de las Conferencias Este y Oeste.
| Mes               | Conferencia Este                         | Conferencia Oeste                               | Ref.   |
| ----------------- | ---------------------------------------- | ----------------------------------------------- | ------ |
| octubre/noviembre | LeBron James (Cleveland Cavaliers) (1/4) | James Harden (Houston Rockets) (1/1)            | [ 50 ] |
| diciembre         | LeBron James (Cleveland Cavaliers) (2/4) | Russell Westbrook (Oklahoma City Thunder) (1/1) | [ 51 ] |
| enero             | DeMar DeRozan (Toronto Raptors) (1/1)    | Stephen Curry (Golden State Warriors) (1/1)     | [ 52 ] |
| febrero           | LeBron James (Cleveland Cavaliers) (3/4) | Anthony Davis (New Orleans Pelicans) (1/2)      | [ 53 ] |
| marzo/abril       | LeBron James (Cleveland Cavaliers) (4/4) | Anthony Davis (New Orleans Pelicans) (2/2)      | [ 54 ] |

### Rookies del Mes
Los siguientes jugadores fueron nombrados Rookie del Mes de las Conferencias Este y Oeste.
| Mes               | Conferencia Este                       | Conferencia Oeste                     | Ref.   |
| ----------------- | -------------------------------------- | ------------------------------------- | ------ |
| octubre/noviembre | Ben Simmons (Philadelphia 76ers) (1/4) | Kyle Kuzma (Los Angeles Lakers) (1/1) | [ 55 ] |
| diciembre         | Jayson Tatum (Boston Celtics) (1/1)    | Donovan Mitchell (Utah Jazz) (1/4)    | [ 56 ] |
| enero             | Ben Simmons (Philadelphia 76ers) (2/4) | Donovan Mitchell (Utah Jazz) (2/4)    | [ 57 ] |
| febrero           | Ben Simmons (Philadelphia 76ers) (3/4) | Donovan Mitchell (Utah Jazz) (3/4)    | [ 58 ] |
| marzo/abril       | Ben Simmons (Philadelphia 76ers) (4/4) | Donovan Mitchell (Utah Jazz) (4/4)    | [ 59 ] |

### Entrenadores del Mes
Los siguientes entrenadores fueron nombrados Entrenadores del Mes de las Conferencias Este y Oeste.
| Mes               | Conferencia Este                        | Conferencia Oeste                           | Ref.          |
| ----------------- | --------------------------------------- | ------------------------------------------- | ------------- |
| octubre/noviembre | Brad Stevens (Boston Celtics) (1/1)     | Mike D'Antoni (Houston Rockets) (1/2)       | [ 60 ]        |
| diciembre         | Dwane Casey (Toronto Raptors) (1/1)     | Steve Kerr (Golden State Warriors) (1/1)    | [ 61 ]        |
| enero             | Erik Spoelstra (Miami Heat) (1/1)       | Terry Stotts (Portland Trail Blazers) (1/1) | [ 62 ]        |
| febrero           | Scott Brooks (Washington Wizards) (1/1) | Mike D'Antoni (Houston Rockets) (2/2)       | [ 63 ]        |
| marzo/abril       | Brett Brown (Philadelphia 76ers) (1/1)  | Quin Snyder (Utah Jazz) (1/1)               | [ 64 ] [ 65 ] |

## Pabellones
- Esta será la primera temporada de los Detroit Pistons en el pabellón Little Caesars Arena, tras haber jugado en The Palace of Auburn Hills durante 30 temporadas, entre 1988 y 2017. Los Pistons inauguraron el nuevo pabellón el 4 de octubre de 2017 contra Charlotte Hornets en partido de pretemporada, y oficialmente en partido de liga regular de la NBA el 18 de octubre de 2017 contra el mismo equipo. Supondrá también la primera vez desde 1978 que los Pistons jueguen en la ciudad de Detroit, pues el anterior pabellón se encontraba en la localidad de Auburn Hills.[66]
- Esta será la última temporada de los Milwaukee Bucks en el Bradley Center, su casa desde 1988. El equipo tiene programado trasladarse al nuevo Wisconsin Entertainment and Sports Center durante de la temporada 2018-19.[67]

## Uniformes
- Nike fue el proveedor oficial de los uniformes en la temporada 2017-18.[68]
- Los Charlotte Hornets usaron la ropa de marca Air Jordan, la cual está aprobada por su propietario Michael Jordan y es propiedad de Nike.[69]
- Los Cleveland Cavaliers estrenaron uniformes tras desvelar cual sería su nuevo logotipo el 31 de mayo de 2017.[70]
- Los Detroit Pistons estrenaron sus nuevos uniformes para la temporada 2017-18 tras la presentación de su nuevo logo el 17 de mayo de 2017.[71]
- Los Portland Trail Blazers estrenaron sus nuevos uniformes para la temporada 2017-18 tras la presentación de su nuevo logo el 8 de mayo de 2017.[72]
- Los Minnesota Timberwolves estrenaron sus nuevos uniformes para la temporada 2017-18 tras la presentación de su nuevo logo el 11 de abril de 2017.[73]

### Uniformes patrocinados
Por primera vez en la historia de la NBA durante la temporada 2017-18 los uniformes de los equipos podían lucir patrocinios de marcas comerciales, y veintiún equipos confirmaron acuerdos con otras tantas empresas:
Nueve equipos no fueron esponsorizados en su uniforme durante esta temporada: Chicago Bulls, Houston Rockets, Indiana Pacers, Memphis Grizzlies, Oklahoma City Thunder, Phoenix Suns, Portland Trail Blazers, San Antonio Spurs y Washington Wizards.